# Izbica Kujawska (stacja kolejowa)
Izbica Kujawska – dawna wąskotorowa stacja kolejowa w Izbicy Kujawskiej, w gminie Izbica Kujawska, w powiecie włocławskim, w województwie kujawsko-pomorskim, w Polsce. Została wybudowana w 1915 roku przez armię niemiecką razem z linią kolejową z Boniewa do Przystronia.